# レッドリボン軍
レッドリボン軍（レッドリボンぐん）は、鳥山明の漫画『ドラゴンボール』に登場する架空の武装組織。

## 概要
世界征服を狙う悪の軍団。軍全体を複数の各部隊に分けており、総帥命令を受けた幹部たちがそれぞれの隊を指揮して一般兵たちを動かしている。各部隊は派遣地域で現地住民を脅して力仕事などにこき使ったりしている。豊富な資金と強力な軍用兵器を持ち、「世界最悪の軍隊」と恐れられている。警察では対処できず、世界各地にその悪名が知られており、大抵の人は名前を聞いただけで震え上がるほど。亀仙人いわく「悪の限りを尽くし正義が大嫌いという最低の軍団」。施設や装備品のほとんどに、デフォルメした蝶ネクタイのように結んだ赤いリボンの中に、白抜きでRRと書かれたマークをつけているのが特徴。軍の掟として、任務を果たせなかった者は処刑される。作中にてブルー将軍が「レッドリボン軍に女はいらない」と発言している通り構成員は総帥から末端に至るまで男性ばかりだが、幹部には一人だけ女性のバイオレット大佐が存在している。
軍ではパワードガンやバトルジャケットなどの兵器関係だけでなく、人造人間などの人工生命体やロボットも開発している。軍事用の乗り物も開発しており、乗り物という分野においては一般用と軍事用という違いこそあれ、一時期はカプセルコーポレーションと競うほどの生産台数を誇っていたが、性能的な面ではカプセルコーポレーションの製品に軍配が上がる。自軍が保有するドラゴンレーダーは、持ち運びができない程の大型であり、精度はブルマやピラフが作った物には及ばず、レーダーに表示はあるものの捜索に難航していた。そうした開発に駆り出された科学者の中には、各地で誘拐、拉致された者もいる。
軍の兵器は全てドクター・ゲロが作ったもの。また、ゲロは軍の創設メンバーであり、実質的に軍を操っていた人物でもある。
ドラゴンボールを狙って孫悟空らと対立し、戦いを繰り広げる。孫悟空はレッドリボン軍を単身壊滅させたが、のちに軍の科学者であり人造人間を開発したドクター・ゲロによって大事件が巻き起こる。
メンバーの名前は、ほぼ全員が色彩関係で統一されている。

## 構成

### レッドリボン軍本部
地球の西エリアにある深い密林に囲まれた、レッド総帥率いるレッドリボン軍の本拠地。司令室のある塔を中心に、見張りの塔や戦闘員の宿舎などが配置されている。いくつかの地区に分割されており、全長は小さな町よりも大きく、各所に大砲や機関銃といった兵器の数々が配備されていて、侵入者が空から接近すると銃弾やミサイルの雨を浴びる。内部の移動はエレベーターによって行う。
レッド総帥
声 - 内海賢二
レッドリボン軍の初代総帥で、右目の眼帯が特徴の赤髪の小男。フルネームは「レッド・ライボン」。ドラゴンボールで世界征服を企んでいると思われていたが、実はコンプレックスである低い身長を伸ばすのが目的であり、「世界の支配者はかっこよくならなければならない、世界征服は自軍の軍事力で時間をかければできる」と考えていた。それを知ったブラックに「組織ではなく、個人の私利私欲のために、幾人もの一般兵士を犠牲にした」と強く責められるが、「訓練が足らんからやられるんだ、貴様らは黙って私の命令を聞いていればいいんだ」と開き直って傲慢な態度をとり続けたためにブラックに射殺された。
アニメではネコとコウモリを融合させたような凶暴なペットを飼っており、画家に椅子に座っている背が高いレッドと、異様に背が低くなっているブラックの肖像画を描かせるなど、身長へのコンプレックスが強調されていた。また原作では悟空と対面していないが、アニメではブルー中隊キャンプの通信で僅かに会話している。
劇場版第17作目『ドラゴンボール 最強への道』では、ブラック参謀とともに悟空の猛攻から脱出し、その後は原作同様ブラックに射殺されるが、額ではなく胸部を撃たれ、ふらついて足場から転落死する展開となっている。デザインはショートヘアーであることと碧眼であること以外は原作と同じ。
鳥山明が監修を務めたオンラインゲーム『ドラゴンボールオンライン』では、歴史改変の影響により人造人間9号として復活している。
ブラック補佐
声 - 佐藤正治
アニメではブラック参謀。身長が高い黒人風の男。レッドの補佐だが、自分の身長の低さが際立つことを気にするレッドに近づくなと言われる。レッドリボン軍による世界征服の実現を純粋に強く望んでいる。ドラゴンボールの情報を仕入れたのは彼とのこと。
レッド総帥を射殺した後「総帥の資格は無い」と罵倒し、自ら総帥となって軍を新しく立て直し、世界の支配者となることを宣言する。その後、窓を破って乗り込んできた悟空に仲間になるよう交渉するが断られ、スーツを脱ぎ捨てて生身で対決するが予想以上の強さに焦りを見せ、今度はバトルジャケットで対抗して強力なミサイルを悟空に撃つが蹴り返されて歯が立たなかった。最期は逃走を図るも悟空の追い討ちの体当たりでバトルジャケットを突き破られ空中で爆死する。
アニメでは悟空が本部に乗り込んできた際、上の階のコントロールパネルを操作して吊り天井を落としたレッドに悟空ごと押しつぶされかけており、その恨みもレッドを射殺する要因となっていた。
劇場版第17作目『ドラゴンボール 最強への道』でもレッド総帥を射殺し、総帥の権限を奪いバトルジャケットをベースとした巨大ロボットで戦いを挑む。その際、自分が新たに「ブラックリボン軍」を創ることを宣言していた。レッドを殺害した際は原作とは異なり「これからは私が総帥だ」と狂ったように高笑いするなど冷静な一面がなくなっている。また、6つのドラゴンボールを持ってきたブルー将軍に対し顔を歪めたり、彼がミスを犯したため処刑される際にも笑みを浮かべるなど、ブルーとは犬猿の仲である。悟空との戦いではバトルジャケットの性能によって優位に立つが、人造人間8号を破壊したうえに「出来損ないの化け物」と嘲笑したことで悟空の怒りを買い、かめはめ波でロボットを破壊され爆死した。また、この作品のみ顔のデザインが変わっている。
『ドラゴンボールGT』では、地獄から復活しバトルジャケットでミスター・サタンを追いかけていたが、あっさりとパンに倒される。閻魔宮の前では天国行きを願うブルー将軍に対して、「てめえが天国に行けるぐらいなら俺は神になっている」と悪態をつき、地獄に戻った後はブルーらに加えてナッパと共に行動をとっていた。
クマ
声 - 戸谷公次
レッドリボン軍本部でレッド総帥とブラック補佐の命令で無線係を指揮し、各部隊へ連絡を取っていた、熊の顔をした将校姿の兵士。

### シルバー隊
シルバー大佐
声 - 銀河万丈
レッドリボン軍の幹部のひとりで、劇中ではドラゴンボール捜索隊を指揮していた。コートとチャンピオンベルト風のベルトを着用している。ボクシングが得意で、アニメではプロボクサー数名を一瞬で倒すシーンがある。悟空との対決では、部下より無線連絡を受けた後、違うところへ行くために筋斗雲で移動していた悟空をバズーカで攻撃し、戦闘となる。悟空の腹部への足蹴り一発と、しっぽによる一撃で敗れた。無線でレッド総帥に、自軍より精巧なドラゴンレーダーを悟空が所持していることと、彼がドラゴンボール（六星球）を見つけたことを報告した後、レッド総帥に敵の人数を質問されて子どもが1人と返答、それに怒ったレッド総帥により死刑を言い渡される。その後の消息は不明。
原作ではほとんど活躍することはなかったが、アニメでは悟空と戦うまでに登場シーンが大幅に追加されており、かなりの活躍を見せている。戦闘能力そのものは遠く及ばないながらも、村を打って出た牛魔王を網で封じ込めたり、骨董商（声 - 大竹宏）が差し出した偽のドラゴンボールを見破るなど頭脳的な面を見せ、ピラフ一味の持っていた本物のドラゴンボール（六星球）も奪っている。また、山に火を放つなど性格は非常に残忍であり、プライドも高い。アニメでは悟空に敗れ、レッド総帥により本部に呼び出され処刑を言い渡されるが、それまでの実績や忠誠を訴えた激しい抗議を行って最後まで抵抗した。その際、連行しようとした兵士に「俺に触るな!」と言い残しその場から去って行き、原作と同様その後の消息は不明。

### ホワイト隊（マッスルタワー）
ジングル村にある、レッドリボン軍のホワイト将軍が率いる部隊が駐屯している全6層の塔。前線基地なだけに中は罠や迷路などの様々なトラップが用意されており、上階に行くほど階級が高いものが待ち構えている。1階は歩兵、2階は下士官たちがいる控え室になっており、メタリック軍曹がいる3階は部屋の中央に専用の椅子とサイドテーブルが置いてあり、ムラサキ曹長がいる4階は純和風庭園のようになっている。4階と5階の間は迷路になっており、迷路を抜けると5階を通り過ぎて6階に直行する。5階は入口が無く、司令室である6階の落とし穴から落とされる仕組みの隠し部屋で、開閉式の壁の先にはブヨンが待ち構えている。6階には外壁と内壁の間に隠し部屋があり、ここにジングル村の村長が囚われていた。また、スノの母の発言によると、村長を救出しようと乗り込んだ村人が何人か犠牲になったという。アニメでは最後に人造人間8号によって倒壊させられる。
劇場版『最強への道』でのマッスルタワーは牧歌的なレンガ造りの原作版のデザインとは異なっており、さらに巨大で頑丈そうな造りになっている。また原作版のマッスルタワーも『最強への道』に小さくだが登場しており、『DRAGON BALL 大全集』補巻での『最強への道』の監督である山内重保による説明によると、使わなくなった旧基地という設定で登場させたという。
ホワイト将軍
声 - 玄田哲章、掛川裕彦（最強への道）
マッスルタワーでの指揮を執る司令官。ジングル村の村長を人質に取り、村の男性たちにドラゴンボール探しを強制していた。人造人間8号（ハッチャン）の発言によれば、ドラゴンボールを発見した後、村人たちを皆殺しにしようと考えていた模様。一応格闘技には自信があったようだが、悟空の敵ではなかった。村長にパワードガンを突きつけている最中に悟空を脅し、不意撃ちして気絶させてとどめをさそうとしたが、それを見兼ねて激昂した人造人間8号によって遥か遠くまで殴り飛ばされた。
劇場版第17作目『最強への道』では容姿が異なっている。悟空と人造人間8号によって倒され、多くの部下とともに警察へ送られた。
メタリック軍曹
声 - 青森伸、 江川央生（最強への道）
マッスルタワー3階の番人。サングラスをかけた大柄な男だが、実は乾電池で動くロボット。口からミサイルを発射の他、頭部が吹き飛んでも行動ができる。悟空と戦うが長期戦により電池が切れ停止、そのまま放置された。
劇場版第3作目『摩訶不思議大冒険』では、ミーファン帝国軍の配下として登場。
劇場版第17作目『最強への道』では、外見が大きく異なり大柄な黒人男性といった容貌に変更され、サングラスの形も異なり、原作と違いジャン拳一発であっさり撃破された。
『ドラゴンボールGT』では地獄から復活して戦闘機で暴れるが、あっさりとパンに撃墜される。地獄ではブルー将軍やブラック補佐、ナッパと行動を共にしていた。
ムラサキ曹長
声 - 青野武、飛田展男（『ドクタースランプ』、『ドラゴンボールヒーローズ』）
マッスルタワーの4階を守る忍者。悟空も（後述のギャグ描写ではあったが）少々驚くほどの忍耐力を持ち合わせており、数々の忍術を使う。「実体のある分身の術」で悟空を翻弄するが、実は五つ子の長男で弟たちを参戦させていた。悟空が残像拳を使ったときには、本物の分身の術が使えると驚愕していた。愛刀の名前は名刀「笹錦（ササニシキ）」。刀の持ち方は逆手。エイジ715生まれ。35歳。身長172cm、体重61kg。趣味はテニス、野球、映画鑑賞、嫌いなものはヘビ。得意技は「忍法はすべてこなす!」とのこと。
ホワイト将軍いわく「実力はあるんだがアタマが…」。隠れ身の術を使う際に、両面リバーシブルになっているカモフラージュシートの布の表裏を間違えて星条旗の模様で木に張り付いたり、水遁の術で池の中に隠れている最中、庵からヤカンを持ち出した悟空に竹筒へ熱湯を流し込まれたり、地上戦で悟空が地面に仕掛けていた如意棒を尻に刺されてあざ笑われたり、庵の中で悟空が投げた手裏剣一枚に対し畳を一枚ずつ使って防いでいたらめくる畳が無くなって額に手裏剣がささるなど、ギャグ描写が多かった。アニメ版では部屋にエロ本を隠していたり、くノ一の写真を飾ってあったりとスケベな一面も見られた。人造人間8号の爆弾を取り除くアニメオリジナルストーリーでは、木の模様の布で隠れ身の術をした際に悟空に立ち小便を掛けられたり、氷の湖の上に乗る際にハッチャンの割った氷の部分に乗って湖にはまり出口が分からなくなったり、熊の着ぐるみを着たまま坂を滑り落ちたりと散々な目に遭っている。
命令に従わない人造人間8号の自爆装置を作動させようとしたが、悟空にリモコンを叩き落されて踏み砕かれてジャン拳まで喰らって気絶させられる。原作ではその後の生死は不明だったが、『DRAGON BALL 冒険SPECIAL』では死亡したとされている。
アニメでは人造人間8号がマッスルタワーを倒壊させたものの奇跡的に生きており瓦礫の下から這い上がった。8号の製作者フラッペ博士を脅迫して2個のドラゴンボール（実際は悟空の弁当のおにぎりで、本物のドラゴンボールはスノの家に置きっぱなしだった）を手に入れ、スノーモービルで逃走するが、悟空のかめはめ波で起こった雪崩に巻き込まれる。最後は雪から這い上がった直後に悟空が投げた8号の体内から取り出された自爆装置によって爆死した。
『ドラゴンボール ゼノバース2』では、ムラサキ兄弟をモデルにオリジナルキャラクターたちが登場している。こちらは臆病なだけで正義の味方である。
コン、チャ、アカ、アオ

ムラサキ曹長の五つ子の弟たち。これらの名前は劇中には登場しておらず、『DRAGON BALL 冒険SPECIAL』で明かされた設定。分身の術の種明かしをした途端、あっさりと悟空に倒された。前述の通り『ドラゴンボール ゼノバース2』では、彼らをモデルにしたオリジナルキャラクターが登場した。名前も「ムラサーキ」「コンコン」など五つ子の名前からとられている。
『ドラゴンボールZ ドッカンバトル』の2021年のハロウィンキャンペーンではオリジナルストーリーが展開される特別編イベント「一触即発!?ふたりの人造人間」にて再登場。しかしムラサキ曹長は登場していない。4人とも現れた際に名前を言っている。レッドリボン軍を裏切り何事もなかったように村で人間たちと仲良く過ごしている人造人間8号に対して復讐作戦を実行しており、8号を誘拐し改造して暴走させていた。しかし人造人間17号により阻止され、自ら復讐をしようとしたが、17号と8号に返り討ちにされ、17号によって4人共々警察に引き取られることになった。
人造人間8号
悟空との戦いで窮地に陥ったムラサキが復活させた人造人間。戦いや悪事を好まない性格。

ブヨン
声 - 松原大典（『天下一大冒険』）
巨大な肉食の怪獣。マッスルタワーの最上階の床にホワイト将軍が仕掛けていた落とし穴により、悟空と人造人間8号（ハッチャン）が落とされた「謎の部屋」とされる5階で飼育されている。アニメでは目の色は黄色で体色はピンク。イボが沢山付いた皮膚をしており、名前の通りブヨブヨした体型で、攻撃方法は鞭のようにしなる尻尾と頭の触角から放つ電撃。また緑色のベロを伸ばして相手を絡め取り、相手を丸呑みすることもできる。そのブヨブヨした体型により悟空のかめはめ波も含めてどんな攻撃もはね返すため、ホワイトの言葉通り「無敵」かと思われたが、一計を案じた悟空により壁を砕き屋外の冷気を流し込まれ、氷漬けになったところをバラバラに砕かれて倒された。
下士官
マッスルタワーの2階にいる兵士たち。帽子と髭を生やした大柄の男、ナイフを持った金髪の男、セータ－を着た黒人風の男、銃を持ったモヒカン刈りの男と全部で4人いるが、悟空にあっという間に敗れる。エポック社の玩具『マッスルタワーの闘い』ではそれぞれポテ、カロット、オニオン、パンプと名前が付いている。その他にマッスルタワー突入前に悟空が倒したクマの警備兵はベジタと名付けられている。

### ブルー中隊
ブルー将軍
声 - 古川登志夫、島田敏（最強への道）、風間信彦（ドクタースランプ）
レッドリボン軍唯一のオカマの金髪碧眼の男性。エイジ722生まれ。28歳。身長181cm、体重69kg。趣味はカラオケ。嫌いなものは女。得意技はタフなこと。
茶色のケピ帽と折詰襟のシャツとネクタイと乗馬ズボンを着用している。超能力の使い手で、金縛りの術で悟空とクリリンの動きを封じたりテレキネシスを使い悟空、クリリン、ブルマらを縄で縛っている。亀仙人の下で修行したクリリンを圧倒し、実力で悟空たちを何度も追い詰めるなど幹部の中でも活躍シーンは多く、戦闘力だけで見れば事実上レッドリボン軍内ではナンバー1の実力者だった。肉弾戦もかなりのもので、悟空やクリリンを苦しめたり、ベアハッグで電話ボックスを破壊しており、アニメシーンでは電気ウナギを握力で握りつぶしている。また、カメハウスに潜入した際には亀仙人にも「気配すら感じさせなかった、恐ろしい奴」と言わしめた。加えて、失態を犯した部下を即座に処刑するなど、レッドリボン軍人らしく性格は残忍かつ冷酷。
部下が鼻糞をほじっていただけで処刑を命じ、アニメではその部下が座っていた席を消毒させるといった、かなりの潔癖症。アニメでは鏡で自分に見惚れるなど、ナルシストとしても描かれていた。またネズミなどの不潔な物も大の苦手。「オカマ」は禁句であり、ブルマとクリリンから言われた際に「言ってはいけないことを言ってしまったわね」と怒っている。「オカマ」とわかる前に面食いのブルマが擦り寄っていたように、外見は二枚目の分類に入る。ブルマとクリリンに卑怯呼ばわりされたのに対しては「いい言葉だわ」と言っている。
ペンギン村にて悟空からドラゴンレーダーを奪うが、則巻アラレに歯が立たず、ドラゴンボールは奪うことができなかったため処刑の対象となる。最後のチャンスとして軍の雇った桃白白の実力試しの相手にされるが、超能力を使用する間もなく舌だけでこめかみを貫かれ殺される。
劇場版第3作目『摩訶不思議大冒険』では、メタリック軍曹同様にミーファン帝国軍の軍人として登場し、原作・テレビ版同様に桃白白と因縁が生まれ、殺された。皇帝である餃子への忠誠心が強く、大臣の鶴仙人の専横を憂慮しているなど原作・テレビ版ほどの悪役ではない。
劇場版第17作目『最強への道』では階級が大佐に変更。悟空を気絶させ、（ブルマを見て動けなかったとはいえ）悟空たちの援護に来たヤムチャを裏拳一発で倒している。最期は、ドラゴンボールをレッド総帥の前に持って行くものの1個足りなかったということにより銃殺刑となった。また、ブラック参謀とは犬猿の仲であった。
『ドラゴンボールGT』では地獄から復活し、メタリックなどと共に飛行機で暴れまわっていたがパンにあっさり撃墜される。閻魔宮の前ではブラック補佐に天国に行きたい気持ちを語っていた。地獄でブラックやメタリック、さらにはナッパとも行動を共にしていたところにピッコロと遭遇する。
ゲーム『ドラゴンボールZ Sparking! METEOR』で登場した際はトランクスやヤジロベーを口説こうとして気味悪がられている。また、18号はクリリンに彼のことを聞かされていた。
演じた古川はオカマっぽいキャラで難しい役だったとコメントしている。
ドック
声 - 塩屋浩三
名前はアニメより。ブルー将軍の部下でカメハウス襲撃を担当するB隊の隊長。ちょび髭を生やし丸眼鏡をかけている。体型は背が低く太っており、アニメでブルーから減量するよう注意されている。カメハウスを襲撃するも、亀仙人とランチ（凶暴な人格）により部隊を全滅させられる。
ブルー中隊隊員たち
トラ（声 - 沢木郁也）、鼻糞をほじったために処刑された隊員（アニメではブルー将軍により処刑を命じられ、他の兵士に連行される際に「私には妻も子も」と命乞いをしていたことから所帯持ちであった模様）、キツネ（声 - 田中亮一）、ワニ、ブルマに痴漢行為をしようとした2人の兵士、潜水艦のカバの水兵、アザラシ兵（声 - 龍田直樹）の水兵などその他のブルー将軍の部下たち。カメハウスを襲ったB隊は亀仙人とランチ（凶暴な人格）に敗れ、ブルー将軍が率いていたA隊は海賊の仕掛けた罠によって全滅した。

### イエロー隊
イエロー大佐
声 - 郷里大輔
虎の顔をした動物型地球人。聖地カリンでドラゴンボールを探す命令を受けていたが、ボラが既にドラゴンボール（四星球）を持っていたために抵抗を受け、発見した後もなかなか手に入れることができず、レッドに見切りをつけられる寸前だった。部下がボラに全員倒され、桃白白を差し向けられることをレッドに宣告されると、ウパを人質にしてボラからドラゴンボールを奪おうとするが、訪れた悟空に飛行機から突き落とされた。その後の行方は不明。
原作やアニメでは1話分しか登場していないが、アニメでは聖地カリンに訪れる前に火山の火口に落ちているドラゴンボールを部下と共に拾うシーンが追加されている。
『ドラゴンボールGT』では地獄から復活する。ブラック参謀、ブルー将軍たちと共に飛行機でサタンを追いかけていたが、パンに撃墜される。あの世に送り返されたとき、プイプイの後ろに並んでいた。

### バイオレット隊
バイオレット大佐
声 - 杉山佳寿子
レッドリボン軍には珍しい女性幹部。髪の色は菫（すみれ）色で紫っぽい色をしている。ブルー将軍が悟空から奪ったドラゴンレーダーを使い、ドラゴンボールを手に入れたが、悟空が本部に乗り込んだ後の消息は不明。
原作ではわずか2コマの登場だったが、アニメでは登場シーンが大幅に追加されている。軍に忠実な様子だった原作に対し、アニメでは「蛮族に襲われた部下を見殺しにする」「悟空が基地に突入すると金庫を爆破して金品を奪って逃げる」など基本的に冷酷な性格で軍に対する忠誠心もない。しかし怪我をした小猿を救うなど優しい一面も持つ。また彼女が早々に基地から逃げ出したことで兵士たちの撤退を生む引き金となっていた。その途中、悟空の救援に向かったヤムチャたちを乗せた飛行機と遭遇する。ヤムチャ側は武装などしていない普通の飛行船であり、バイオレット大佐の方も「基地を目指して飛んでいる。あの化け物小僧の仲間だったら戦うのは危険」としてお互いに姿を隠そうとする。双方共に雲の中に身を隠した結果、激突事故を引き起こしそうになる。辛くも大破は逃れたが機体同士がぶつかってしまい、バイオレット大佐の方はダメージが大きかったようでふらつきながらも逃げていった。それ以降の動向は描かれていない。
劇場版第17作目『最強への道』では戦闘機で出動するが、悟空に撃墜される。
劇場版第21作目『スーパーヒーロー』ではマゼンタの机にレッド総帥の写真と共にバイオレット大佐の写真が置かれている。監督の児玉徹郎によると、マゼンタにとっての「過去の英雄たちへの憧れ」であり、スポーツ選手の写真を飾っているようなものだという。

### カッパー隊
カッパー将軍
レッドリボン軍の幹部のひとり。バイオレット大佐がドラゴンレーダーを引き渡す予定だったが、その直後に悟空が本部を襲撃。名前のみの登場に終わった。

### ブラウン隊
レッドリボン軍で一番早くドラゴンボールを見つけた隊員が所属していた部隊。アニメでは、六星球をめぐってピラフ一味、悟空との三つ巴の戦いとなった際に本部からシルバー隊への援軍として送り込まれた。

### 関連人物
桃白白
レッドリボン軍に雇われた世界一の殺し屋。

フラッペ博士、ハスキー
上記2名はアニメオリジナルの登場人物である。

ドクター・ゲロ
人造人間シリーズ（1号〜20号）の開発者。自らを人造人間20号に改造する。

### 劇場版の登場人物
マゼンタ
レッド総帥の息子。フルネームは「マゼンタ・ライボン」。新生レッドリボン軍の表向きの顔であるレッド製薬の社長。
カーマイン
マゼンタの側近。
Dr.ヘド
ドクター・ゲロの孫。父親はDr.ゲロの先妻の次男。新生レッドリボン軍に雇われた天才科学者であり、新たな人造人間を作り出す。

## テーマソング
レッドリボンアーミー
歌：Wonderland Gang / 作詞：吉田健美 / 作曲：いけたけし / 編曲：田中公平
アニメ第48話にて挿入歌として使用された。
燃えるハートで〜レッドリボン軍をやっつけろ〜
歌：Wonderland Gang / 作詞：吉田健美 / 作曲：いけたけし / 編曲：山本健司
アニメ第65話にて挿入歌として使用された。曲名や歌詞などから正確には悟空側からのテーマソングである。

## ゲームでのレッドリボン軍
ここではゲーム作品におけるレッドリボン軍そのものについての詳細を記述する。
『ドラゴンボール3 悟空伝』ではピッコロ大魔王の部下としてレッドリボン軍が登場し、天下一武道会を復活させようとする悟空の前に立ちはだかる。『ファミコンジャンプ 英雄列伝』でもピッコロ大魔王の部下として登場しており、プレイヤーの前に立ちはだかる。
『ドラゴンボールオンライン』ではレッドリボン軍にあこがれている集団「レッドパンツ団」が登場する。開発当初の名称はレッドズボン団の予定だったが日本国外では通じないということでパンツになり、さらに鳥山明の修正によりズボンではなくブリーフをはいている設定になった。
『ドラゴンボール ファイターズ』では、人造人間21号が率いる新生レッドリボン軍が登場した（ただし登場したのは人造人間21号・16号と、悟空・ベジータ・フリーザ・セル・魔人ブウなどのクローンのみ）。

## その他
- レッドリボン軍編序盤に登場する「マッスルタワー」の“敵を倒して上のフロアへ登って行く”コンセプトとして、鳥山のインタビューで当時よくやっていたというファミリーコンピュータゲーム『スパルタンX』があげられている[13]。また鳥山は魔人ブウ編において、「マッスルタワーのような闘いをもう一度やりたかった」という理由で6つの階層から成り立つバビディの宇宙船を登場させた[14]。
- 『最強への道』では、レッドリボン軍本部やマッスルタワーなどのデザインなどが大きく変更されている。
- 映画『ドラゴンボール超 スーパーヒーロー』では、レッドリボン軍がメンバーを全て新規させて復活する。ガンマ1号・2号などの新キャラクターも登場。